# Alejandra Quereda
Alejandra Quereda est une gymnaste rythmique espagnole, née le 24 juillet 1992 à Alicante.

## Biographie
Alejandra Quereda est sacrée vice-championne olympique au concours des ensembles aux Jeux olympiques d'été de 2016 à Rio de Janeiro, avec ses coéquipières Sandra Aguilar,  Artemi Gavezou, Elena López, Lourdes Mohedano. Malgré une première place lors des qualifications, l'ensemble obtient un total de 35,766 points passant derrière les russes avec 36,233 points 